# Jianggu Shuiku
Jianggu Shuiku (kinesiska: 江谷水库) är en reservoar i Kina. Den ligger i provinsen Guangdong, i den södra delen av landet, omkring 77 kilometer nordväst om provinshuvudstaden Guangzhou. I omgivningarna runt Jianggu Shuiku växer i huvudsak städsegrön lövskog.
Genomsnittlig årsnederbörd är 2 190 millimeter. Den regnigaste månaden är maj, med i genomsnitt 366 mm nederbörd, och den torraste är januari, med 32 mm nederbörd.